# Edmond Schreiber

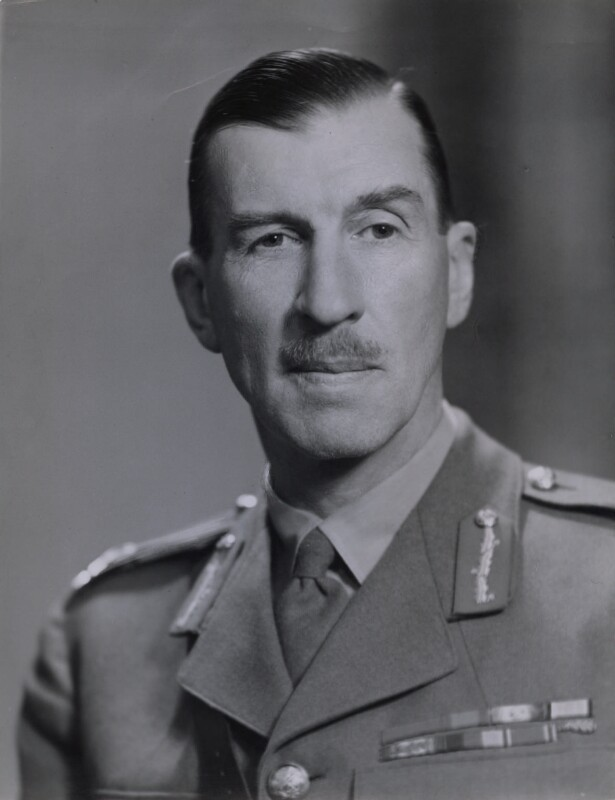
Edmond Schreiber

Sir Edmond Charles Acton Schreiber, KCB, DSO, (* 30. April 1890; † 8. Oktober 1978) war ein britischer Offizier und Gouverneur von Malta. Schreiber diente sowohl im Ersten als auch im Zweiten Weltkrieg. Von 1944 bis 1946 war er Gouverneur und Oberkommandierender (Governor and Commander-in-Chief) von Malta.

## Leben
Edmond Charles Acton Schreiber, Sohn des späteren Brigadiers Acton L. Schreiber CB CMG, trat 1909 bei der Royal Field Artillery in den Militärdienst ein und wurde 1912 zum Lieutenant befördert. Er diente während des Ersten Weltkrieges an der Westfront. Für seine Leistungen wurde er Mentioned in Despatches und erhielt den Distinguished Service Order. Den Krieg beendete im Rang eines Brevet-Majors.
In den 1930er Jahren diente er im Staff College Camberley, dem War Office und der Senior Officers’ School in Sheerness. Zum Brigadier befördert, wurde er schließlich im Southern Command bei der Royal Artillery verwendet. Diese aus den Korps hervorgegangenen Regionalkommandos bildeten die Basis für die Aufstellung der British Expeditionary Force (BEF). Von 1939 bis 1940 war er mit der British Expeditionary Force in Frankreich im Einsatz. 1940 erhielt er zuerst das Kommando über die 61st Infantry Division, später über die 45th Infantry Division. Die 61st Infantry Division war für einen Einsatz in Norwegen vorgesehen, wurde jedoch umgegliedert und kam nicht zum Einsatz auf dem europäischen Festland. Die 45th Infantry Division war eine Division der Territorial Force, auch sie wurde während des Krieges nicht außerhalb des Vereinigten Königreiches eingesetzt. 1941 wurde Schreiber das Kommando über die 4th Division übertragen, noch im selben Jahr dann über das V Corps. In diesem Korps waren neben der 4th Division auch die 50th (Northumbrian) Infantry Division und zwei Regimenter der Royal Artillery zusammengefasst. Schreiber erhielt 1942 das Kommando über die First Army, in der alle britischen Kräfte in Tunesien zusammengefasst wurden. Wegen gesundheitlicher Probleme konnte Schreiber seinen Dienst jedoch nicht antreten.
Nicht mehr feldverwendungsfähig, wurde er 1942 zum General Officer Commanding-in-Chief des Western Command und 1944 des South Eastern Command in der Garnison Aldershot ernannt. Zwischen 1944 und 1946 war er Gouverneur und Oberkommandierender (Governor and Commander-in-Chief) von Malta und trat 1947 als Lieutenant-General in den Ruhestand.
1944 wurde Schreiber Ritter des Most Venerable Order of the Hospital of St. John. Im Jahr 1948 wurde er zum Deputy Lieutenant von Devon ernannt und 1960 zum Präsidenten der Old Contemptibles Association gewählt.